# Stazione di Merone
Stazione di Merone vasútállomás Olaszországban, Lombardia régióban, Merone településen.

## Vasútvonalak
Az állomást az alábbi vasútvonalak érintik:
- Milánó–Asso-vasútvonal
- Como–Lecco-vasútvonal

## Kapcsolódó állomások
A vasútállomáshoz az alábbi állomások vannak a legközelebb:
- Stazione di Anzano del Parco (Stazione di Lecco, Como–Lecco-vasútvonal)
- Stazione di Moiana (Stazione di Como San Giovanni, Como–Lecco-vasútvonal)
- Stazione di Erba
- Stazione di Lambrugo-Lurago
- Incino-Erba railway station